# Синтезе (часопис)
Синтезе - часопис за педагошке науке, књижевност и културу је научни часопис који објављује Висока школа струковних студија за васпитаче у Крушевцу од 2012. године.

## О часопису
Часопис је посвећен објављивању научних и стручних радова, прегледних чланака. Радови се објављују на енглеском и српском језику. Прилози у часопису се рецензирају, а рецензија је анонимна.
Часопис Синтезе је доступан у електронској форми на званичном сајту Високе школе струковних студија за васпитаче у Крушевцу и у Репозиторијуму Народне библиотеке Србије.
Од 2012. године примењује се и електронско уређивање часописа у сарадњи са Центром за евалуацију у образовању и науци (ЦЕОН). Прва библиометријска процена часописа Синтезе, а након тога и библиометријски извештај, урађени су 2015. године.

## Периодичност излажења
Часопис излази два пута годишње.

## Категоризација часописа
Према категоризацији Министарства просвете, науке и технолошког развоја Републике Србије, часопис је рангиран као научни часопис..

## Уредници
Уредништво настоји да својом флексибилном уређивачком политиком, отвореношћу ка савременим темама и новим ауторима употпуни интердисциплинарну природу часописа.
Уредници:
1. Др Милентије Ђорђевић (од 2012—2016. године)
2. Др Катарина Томић (од 2017. године)

## Теме
- Педагогија
- Култура
- Књижевност

## Реферисање у базама података
- Српски цитатни индекс - СЦИндекс[1]
- Directory of Open Access Journals - DOAJ[4]